# Carbonara
Carbonara je způsob úpravy těstovin pocházející z italské kuchyně, rozšířený především v Římě a okolí. Nejčastěji se vaří ze špaget (spaghetti alla carbonara) nebo jejich verze z kraje Lazio, zvané bucatini, mohou se však použít i jiné druhy těstovin (pasta alla carbonara).

## Příprava
Těstoviny se v osolené vodě uvaří al dente. V originálním receptu se mezitím opeče na drobno nakrájené guanciale až pustí tuk a zesklovatí, čerstvé žloutky se v misce rozkvedlají se sýrem pecorino a trochou vody, ve které se vařily těstoviny. Těstoviny se na pánvi promíchají s opraženým guanciale, stáhnou z ohně a promíchaji se se směsí žloutků se sýrem a vodou z těstovin. V případě potřeby se může přidat opět trochu vody z těstovin tak, aby bylo dosaženo krémové, ale ne vodové konzistence omáčky. Žloutky se mají pouze prohřát od teplých těstovin tak, aby se nesrazily jako smažená vajíčka  – není tedy žádoucí žloutky dále tepelně upravovat. 
Špagety obalené žloutky s kousky guanciale a sýra se stočí do hnízdečka a servírují na talíř, kde se posypou strouhaným sýrem pecorino a čerstvě mletým černým pepřem. 
Některé alternativní recepty pak uvádějí, že je možné použít pancettu nebo dokonce slaninu místo guanciale a sýr parmezán místo pecorina.

## Historie
Výraz „alla carbonara“ znamená doslova „po uhlířsku“. Není jisté, zda se jídlo jmenuje podle výrobců dřevěného uhlí nebo podle tajného spolku karbonářů bojujícího za sjednocení Itálie, každopádně kombinace vajec, slaniny a těstovin je praktická pro muže trávící hodně času mimo domov (romantickou verzi o těstovinách carbonara jako pokrmu vlastenců na počátku 19. století podává Luigi Magni v hraném filmu La Carbonara z roku 1999). První zmínka pochází z roku 1837 od neapolského spisovatele Ippolita Cavalcantiho. Ačkoli je recept spojován s Římem, kde se také nachází populární restaurace La Carbonara, Ada Boni se o něm v knize La Cucina Romana, vydané roku 1930, vůbec nezmiňuje. Národním jídlem se stal až na konci druhé světové války, kdy jedněmi z mála dostupných potravin byla vejce doma chovaných slepic a slanina z přídělů amerických vojáků. Jídlo se díky své jednoduchosti a rychlé přípravě rozšířilo do světa a řada národních kuchyní si základní způsob různě upravila: může se přidat smetana, bešamelová omáčka, cibule, česnek, brokolice nebo houby, další variantou je carbonara di mare, v níž se pancetta nahrazuje mořskými plody.